# Камерный оркестр Национального университета искусств
Камерный оркестр Национального университета искусств (исп. Orquesta de Cámara de Bellas Artes, буквально Камерный оркестр изящных искусств) — камерный оркестр, действующий в Мексике.
Основан в 1956 г. профессорами Национальной консерватории Йозефом Смиловицем (скрипка) и Имре Хартманом (виолончель), составившими из своих учеников коллектив под названием Оркестр Йолопатли (исп. Orquesta Yolopatli), что на языке науатль означает «лекарство для сердца». В первом концерте 18 октября этого года новый коллектив исполнил сюиту Георга Филиппа Телемана «Дон Кихот».
В 1961 г. получил современное название, поскольку Национальная консерватория является структурным подразделением Национального университета искусств и литературы. С 1979 г. у оркестра появился пост музыкального руководителя.
Оркестр провёл ряд гастрольных поездок по разным странам Америки и дважды выезжал в Европу для участия в культурных программах Всемирных выставок 1998 года в Лиссабоне и 2000 года в Ганновере. В 2016 году оркестр выпустил свою первую запись — концерты для арфы с оркестром Мануэля Морено-Буэндиа, Самуэля Симана и Пьера Тийюа, с солистом Бальтасаром Хуаресом.

## Музыкальные руководители
- Эрмило Новело (1979)
- Хосе Гуадалупе Флорес (1979—1983)
- Мануэль де Элиас (1984—1987)
- Ильдефонсо Седильо (1987—1988)
- Франсиско Савин (1988—1990)
- Луис Самуэль Салома (1990—1993)
- Энрике Барриос (1993—2001)
- Хуан Тригос (2001—2002)
- Хесус Медина (2002—2011)
- Хосе Луис Кастильо (2011—2019)
- Людвиг Карраско (с 2019 г.)